# Scleroderma hypogaeum
Scleroderma hypogaeum är en svampart som beskrevs av Zeller 1922. Scleroderma hypogaeum ingår i släktet Scleroderma och familjen rottryfflar.   Inga underarter finns listade i Catalogue of Life.